# Kovács Anna (kézilabdázó)
Kovács Anna (Békéscsaba, 1991. október 24. –) magyar kézilabdázó, átlövő.

## Pályafutása

### Klubcsapatban
Kovács Anna az Érdi VSE-nél töltött évek alatt vált a bajnokság meghatározó játékosává. 2015-ben igazolt a Dunaújvárosi Kohászhoz, amellyel a 2016-ban megnyerte az EHF-kupát. A 2017–2018-as idény közben szerződést bontott a dunaújvárosiakkal, majd bejelentette, hogy a következő szezontól a DVSC-TVP csapatában folytatja pályafutását.

### A válogatottban
2011-ben a magyar válogatott szövetségi kapitánya, Karl Erik Bøhn már lehetőséget adott neki egy Európa-bajnoki selejtező mérkőzésen a válogatottban is. Első felnőtt világversenyére viszont 2016-ig várnia kellett, akkor az Európa-bajnokságon kapott játéklehetőséget. Ezt követően szerepelt a 2017-es világ- és a 2018-as Európa-bajnokságon, valamint tagja volt a 2019-es világbajnokságra utazó 18 fős keretnek is.

## Sikerei
- EHF-kupa győztes: 2016